# با دو مورجان
با دو مورجان وهي منطقة جبلية بين سويسرا وفرنسا، تقع على ارتفاع يصل إلى 1369 متر فوق سفوح جبال الألب. تتميز بهدوئها، تعتبر ملاذًا لعشاق التزلج في الشتاء لجميع الجنسيات. تقع بالقرب من بعض المناطق الفرنسية مثل (شاتل) (ثانون) (شاموني)، كما يسهل التنقل بينها دون الحاجة لأي اجراءات معقدة. تكثر فيها الأبقار التي تطرب صباح مورجان بأصوات أجراسها.